# Darżynko
Darżynko (deutsch Neu Darsin, kasch. Nowé Dôrżëno) ist ein kleines Dorf in der polnischen Woiwodschaft Pommern und gehört zur Landgemeinde Potęgowo (Pottangow) im Powiat Słupski (Kreis Stolp).

## Geografische Lage
Darżynko liegt drei Kilometer südöstlich von Darżyno (Darsin) nahe der polnischen Landesstraße 6 (ehemalige deutsche Reichsstraße 2, heute auch Europastraße 28). Bahnanschluss besteht über die sechs Kilometer nordöstlich gelegene Bahnstation Potęgowo an der Staatsbahnstrecke von Stargard nach Danzig.

## Geschichte
In seiner Geschichte ist das ehemalige Neu Darsin sehr eng mit dem Dorf Darsin (heute polnisch Darżyno) verbunden, war es doch bis 1945 eine Ortschaft innerhalb der Gemeinde Darsin. Es gehörte somit auch zum Amts- und Standesamtsbezirk Grąbkowo (Grumbkow) im Landkreis Stolp im Regierungsbezirk Köslin der preußischen Provinz Pommern. Nach 1945 wurde das nun Darżynko genannte Dorf Ortsteil mit Sitz eines Schulzenamtes der Gmina Potęgowo im Powiat Słupski der Woiwodschaft Pommern (von 1975 bis 1998 Woiwodschaft Słupsk). Hier leben etwa 40 Einwohner.

## Kirche
Kirchlich war Neu Darsin bis 1945 in den evangelischen Pfarrsprengel Lupow (heute polnisch Łupawa) eingegliedert und gehörte damit zum Kirchenkreis Stolp-Altstadt in der Kirchenprovinz Pommern der Kirche der Altpreußischen Union. Nach 1945 blieb die Zugehörigkeit zur – jetzt katholischen – Pfarrei Łupawa (Lupow), die nun aber in das neugebildete Dekanat Łupawa im Bistum Pelplin der Katholischen Kirche in Polen eingegliedert ist. Evangelische Kirchenglieder, die in Darżynko wohnen, gehören jetzt zur Kreuzkirchengemeinde in Słupsk (Stolp) innerhalb der Diözese Pommern-Großpolen der Evangelisch-Augsburgischen Kirche in Polen.